# Hallie Rubenhold

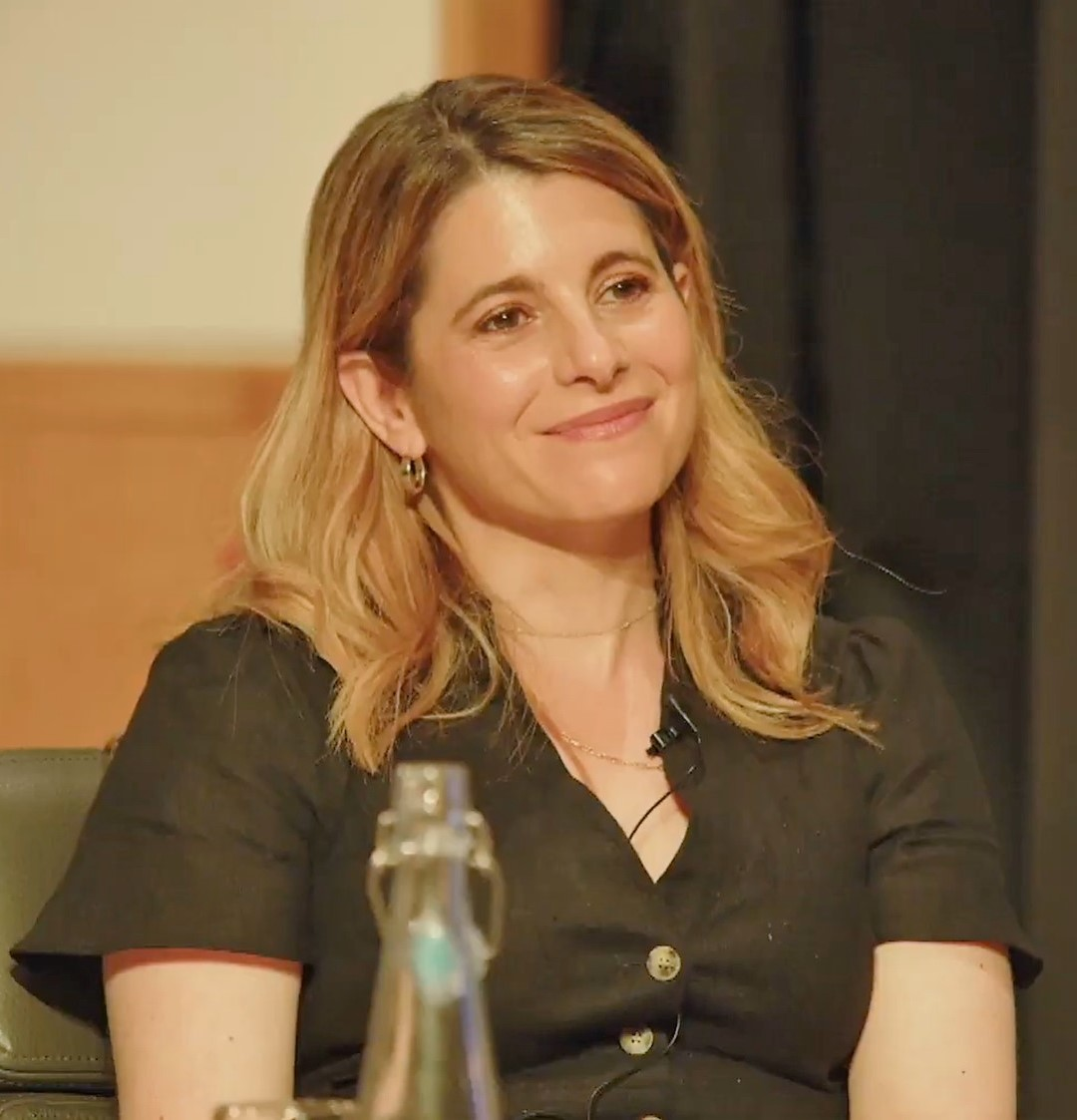
Hallie Rubenhold (2022)

Hallie D. Rubenhold (* 2. Mai 1971 in Los Angeles, Kalifornien) ist eine britische Historikerin und Autorin.

## Leben
Rubenhold wurde in Los Angeles als Tochter eines britischen Vaters und einer US-amerikanischen Mutter geboren. Sie erwarb ihren Bachelor of Arts in Geschichte an der University of Massachusetts Amherst und den Master of Arts in British History und History of Art an der University of Leeds.
2005 erschien ihr Erstlingswerk The Covent Garden Ladies: Pimp General Jack and The Extraordinary Story of Harris’s List über Harris’s List of Covent Garden Ladies, einem Kompendium von Londoner Prostituierten, das von 1757 bis 1795 verlegt wurde. Auf Basis von Rubenholds Buch produzierte die BBC 2006 den Dokumentarfilm The Harlots Handbook, der von Rubenhold selbst präsentiert wurde. 2007 folgte The Harlot’s Handbook; Harris’s List, in dem Rubenhold eine Auswahl der interessantesten Einträge aus der echten Harris’s List zusammenstellte.
Ihr nächstes Buch Lady Worsley’s Whim behandelte den Skandal um Seymour Dorothy Fleming und Sir Richard Worsley, 7. Baronet. Ihr Buch diente als Vorlage für das Drehbuch zum 2015 veröffentlichten BBC-Fernsehfilm The Scandalous Lady W.
Danach verfasste Rubenhold zwei Romane, deren Handlung sich vor dem Hintergrund der Französischen Revolution entspinnt. Der erste Teil Mistress of My Fate erschien 2011; das zweite Buch The French Lesson folgte 2016.
Einem breiteren Publikum wurde Rubenhold durch ihr Buch The Five: The Untold Lives of the Women Killed by Jack the Ripper bekannt. Darin untersuchte sie die Lebensgeschichten von Mary Ann Nichols, Annie Chapman, Elizabeth Stride, Catherine Eddowes und Mary Jane Kelly; den „kanonischen“ fünf Opfern des Serienmörders Jack the Ripper. Im Gegensatz zur landläufigen Meinung, dass alle Ripper-Opfer Prostituierte gewesen wären, argumentierte Rubenhold, dass sich dies stichhaltig nur für Mary Jane Kelly und Elizabeth Stride nachweisen lasse. Ein Großteil der bisherigen Literatur zum Fall ignoriere laut Rubenhold die Lebensgeschichte der fünf Frauen vor den Morden, wodurch die Opfer „entmenschlicht“ würden. Mit ihrem Buch wollte Rubenhold ihnen nun ihre Würde zurückgeben. The Five wurde 2019 mit dem Baillie Gifford Prize for Non-Fiction ausgezeichnet. Die Reaktionen von „Ripperologen“ auf das Buch fielen hingegen teils sehr kritisch aus, wobei Rubenhold unter anderem vorgeworfen wurde, sie hätte eine „feministische Agenda“ und wolle den Ripper-Fall mit der MeToo-Debatte verknüpfen, was Rubenhold jedoch beides scharf zurückwies. Eine deutschsprachige Übersetzung des Buchs erschien im September 2020.
2025 folgte das Buch Story of a Murder: The Wives, the Mistress, and Dr. Crippen über den Fall des Dr. Hawley Crippen, der 1910 seine Frau Belle Elmore ermordet hatte.
Neben ihrer schriftstellerischen Tätigkeit wirkte Rubenhold als Beraterin an der Entstehung historischer Fernsehproduktionen wie City of Vice, The Scandalous Lady W oder Harlots mit.
Sie lebt mit ihrem Mann in London.

## Werke
- The Covent Garden Ladies: Pimp General Jack and The Extraordinary Story of Harris’s List. The History Press, 2005, ISBN 0-7524-2850-0.
  - deutschsprachige Ausgabe: Covent Garden Ladies: Ein Almanach für den Herrn von Welt. Aus dem Englischen von Clemens Brunn und Maximilien Vogel. Osburg, Berlin 2009, ISBN 978-3-940731-23-4
- The Harlot’s Handbook: Harris’s List. The History Press, 2007, ISBN 978-0-7524-4384-3.
- Lady Worsley’s Whim: An Eighteenth-Century Tale of Sex, Scandal and Divorce. Chatto & Windus, 2008, ISBN 978-0-7011-7980-9.
- Mistress of My Fate; The Confessions of Henrietta Lightfoot. Transworld Digital, 2011, ISBN 978-0-552-16251-7.
- The French Lesson. Transworld Digital, 2016.
- The Five: The Untold Lives of the Women Killed by Jack the Ripper. Doubleday, 2019, ISBN 978-0-85752-448-5.
  - deutschsprachige Ausgabe: The Five. Das Leben der Frauen, die von Jack the Ripper ermordet wurden. Aus dem Englischen von Susanne Höbel. Nagel & Kimche, Zürich 2020, ISBN 978-3-312-01186-5.
- Story of a Murder: The Wives, the Mistress, and Dr. Crippen. Dutton, 2024, ISBN 978-0-593-18461-5.